# Liste de myriapodes endémiques de France
Une espèce biologique est dite endémique d'une zone géographique lorsqu'elle n'existe que dans cette zone à l'état spontané.
Cet article liste les espèces de myriapodes endémiques de France (départements métropolitains, départements d'outre-mer et collectivités d'outre-mer, à l'exclusion des territoires d'outre-mer). Les espèces éteintes sont prises en considération si elles ont été observées vivantes après 1500.

## Chilopodes

### Lithobiidés
- Lithobius delfossei (Alpes du sud)

### Schendylidés
- Schendyla vizzavonae (Corse)

## Diplopodes

### Anthogonidés
- Cranogona dalensi (Pyrénées)
- Cranogona delicata (Pyrénées)
- Cranogona denticulata (Pyrénées)
- Cranogona orientale (Pyrénées)
- Cranogona pavida (Pyrénées)
- Cranogona touyaensis (Pyrénées)
- Cranogona uncinata (Pyrénées)
- Cranogona vasconica (Pyrénées)
- Escualdosoma gourbaultae (Pyrénées-Atlantiques ; cavernicole)

### Blaniulidés
- Archiboreoiulus sollaudi (Doubs)
- Blaniulus mayeti
- Blaniulus troglobius (Haute-Garonne et Hautes-Pyrénées)
- Blaniulus virei (Hérault)
- Euzkadiulus sarensis
- Occitaniulus rouchi
- Vascoblaniulus cabidochei

### Brachychaeteumatidés
- Brachychaeteuma cadurcense (Lot ; grottes)

### Chamaesomatidés
- Scutogona jeanneli Ariège ; grottes)
- Xystroma beatense (Haute-Garonne)
- Xystroma cassagnaui (Hautes-Pyrénées)
- Xystroma catalaunicum (Pyrénées-Orientales)
- Xystroma murinum (Pyrénées-Atlantiques)
- Xystroma pyrenaicum (Pyrénées-Atlantiques)
- Xystroma tectosagum (Tarn et Pyrénées)

### Chordeumatidés
- Chordeuma consoranense

### Craspédosomatidés
- Nanogona balazuci (Drôme ; cavernicole)
- Nanogona cebennica (Hérault)

### Dodériidés
- Adenomeris hispida (Pyrénées)
- Doderia remyi (Corse)
- Trachysphaera pyrenaica

### Gloméridés
- Geoglomeris provincialis (= Stygioglomeris = Patriziomeris) (Bouches-du-Rhône et Gard)
- Spelaeoglomeris alpina (Alpes-Maritimes ; grottes)
- Spelaeoglomeris jeanneli (Haute-Garonne ; grottes)
- Spelaeoglomeris racovitzai (Pyrénées ; grottes)

### Trichoblaniulidés
- Trichoblaniulus cavernicola (Provence ; troglobie)

### Xystodesmidés
- Devillea tuberculata (Alpes-Maritimes)